# لويزة ملعقية
لويزة ملعقية (الاسم العلمي:Aloysia spathulata) هو نوع نباتي يتبع جنس اللويزة من فصيلة اللويزية.